# Новоіванівка (Білогірський район)
Новоіва́нівка (крим. Novoivanivka) — село Білогірського району Автономної Республіки Крим.
Відстань від райцентру до населеного пункта становить 47 кілометрів по прямій.

## Населення

### Мова
Розподіл населення за рідною мовою за даними перепису 2001 року:
| Мова                | Відсоток |
| ------------------- | -------- |
| російська           | 74,02 %  |
| кримськотатарська   | 17,85 %  |
| українська          | 7,11 %   |
| інші/не визначилися | 1,02 %   |